# Thomas Van der Plaetsen
Thomas Van der Plaetsen (né le 24 décembre 1990 à Gand) est un athlète belge spécialiste des épreuves combinées.

## Carrière
En 2009 à Novi Sad, Thomas Van der Plaetsen devient champion d'Europe junior du décathlon, en établissant un nouveau record de Belgique junior avec 7 769 points. 
En début de saison 2011, il établit un nouveau record national senior de l'heptathlon à Gand avec 5 901 points, améliorant de 44 points la meilleure marque nationale détenue depuis 2005 par son compatriote François Gourmet. Il participe en juillet aux Championnats d'Europe espoirs à Ostrava et remporte le titre continental en devançant de justesse le Biélorusse Eduard Mihan et le Serbe Mihail Dudaš. Van der Plaetsen établit un nouveau record de Belgique du décathlon avec 8 157 points, améliorant de 15 points la précédente marque nationale appartenant depuis 2008 à Frédéric Xhonneux. Malgré la mort de son père une semaine auparavant, le Belge se rend aux mondiaux de Daegu où il bat quatre records personnels (100 m, hauteur, perche et longueur) pour terminer 13e avec 8 069 points.
En 2013, il remporte le décathlon de la 27e Universiade disputée à Kazan en battant son record personnel. En août, il décroche la 15e place aux Mondiaux de Moscou en établissant un nouveau record personnel, avec 8 255 points.
En février 2014, il bat à nouveau son record de Belgique de l'heptathlon, aux championnats des Pays-Bas à Apeldoorn, en totalisant 6 188 points. Pour cela, il a amélioré son record personnel en saut en longueur (7,78 m) et au lancer du poids (14,14 m), a remporté la hauteur à 2,08 m, a couru le 60 m en 7 s 24, le 60 m haies en 8 s 16, le 1 000 m en 2 min 44 s 64 et sauté 5,30 m à la perche. En août, il prend part aux championnats d'Europe à Zurich et termine 10e. En septembre, il est testé positif à une hormone lors d'un contrôle, et découvre qu'il est atteint d'un cancer des testicules.
Après un traitement de chimiothérapie pour soigner son cancer, il reprend la compétition en juillet 2015 et remporte le décathlon à l'Universiade de Gwangju avec un total de 7 952 points. Fin août, il participe aux Mondiaux de Pékin et termine à la 14e place avec un total de 8 035 points. Le 7 juillet 2016, il remporte le décathlon des championnats d'Europe à Amsterdam avec 8 218 points, devançant Adam Sebastian Helcelet. La même année, il termine huitième du décathlon aux Jeux olympiques avec un total de 8 332 points, son record personnel.
Après n'avoir terminé aucun décathlon en 2017, dont celui des Championnats du monde, le 27 mai 2018 il ne réalise que 8 007 points (13e) lors du meeting de Götzis.
Il se classe 9e des championnats du monde 2019 à Doha avec 8 125 points.
En mai 2021, il améliore son record personnel du décathlon en réalisant 8 430 points au Hypo-Meeting de Götzis, ce qui lui permet de terminer 3e du concours et de se qualifier pour les Jeux olympiques de Tokyo. Aux Jeux olympiques, il se blesse lors de la seconde épreuve du saut en longueur et doit abandonner son décathlon.
En juin 2024, aux Championnats d'Europe à Rome, il termine le décathlon à la 11e place avec 8 084 points. À la suite de ce résultat, il annonce ne plus participer à des compétitions internationales.

## Vie privée
Il a été en couple avec la hurdleuse Norvégienne Isabelle Pedersen.

## Palmarès
| Date | Compétition                    | Lieu           | Résultat | Épreuve    | Points |
| ---- | ------------------------------ | -------------- | -------- | ---------- | ------ |
| 2009 | Championnats d'Europe juniors  | Novi Sad       | 1er      | Décathlon  | 7 769  |
| 2011 | Championnats d'Europe en salle | Paris          | 6e       | Heptathlon | 6 020  |
| 2011 | Hypo-Meeting                   | Götzis         | 13e      | Décathlon  | 7 973  |
| 2011 | Championnats d'Europe espoirs  | Ostrava        | 1er      | Décathlon  | 8 157  |
| 2011 | Championnats du monde          | Daegu          | 13e      | Décathlon  | 8 069  |
| 2013 | Universiade                    | Kazan          | 1er      | Décathlon  | 8 164  |
| 2013 | Championnats du monde          | Moscou         | 15e      | Décathlon  | 8 255  |
| 2014 | Championnats du monde en salle | Sopot          | 3e       | Heptathlon | 6 259  |
| 2014 | Hypo-Meeting                   | Götzis         | 6e       | Décathlon  | 8 184  |
| 2014 | Championnats d'Europe          | Zurich         | 10e      | Décathlon  | 8 105  |
| 2015 | Universiade                    | Gwangju        | 1er      | Décathlon  | 7 952  |
| 2015 | Championnats du monde          | Pékin          | 14e      | Décathlon  | 8 035  |
| 2016 | Championnats d'Europe          | Amsterdam      | 1er      | Décathlon  | 8 218  |
| 2016 | Jeux olympiques                | Rio de Janeiro | 8e       | Décathlon  | 8 332  |
| 2017 | Championnats du monde          | Londres        | —        | Décathlon  | DNF    |
| 2018 | Hypo-Meeting                   | Götzis         | 13e      | Décathlon  | 8 007  |
| 2018 | Championnats d'Europe          | Berlin         | —        | Décathlon  | DNF    |
| 2019 | Championnats d'Europe en salle | Glasgow        | 6e       | Heptathlon | 5 989  |
| 2019 | Décastar                       | Talence        | 3e       | Décathlon  | 8 214  |
| 2019 | Championnats du monde          | Doha           | 9e       | Décathlon  | 8 125  |
| 2021 | Hypo-Meeting                   | Götzis         | 3e       | Décathlon  | 8 430  |

### Championnats de Belgique
| Outdoor          | 2010 | 2011 | 2012 | 2013 | 2014 | 2015 | 2016 | 2017 | 2018 |
| ---------------- | ---- | ---- | ---- | ---- | ---- | ---- | ---- | ---- | ---- |
| Saut à la perche | 4e   | 1er  | -    | 1er  | 2e   | 3e   | -    | 3e   | 3e   |

## Records
| Épreuve           | Performance   | Lieu                | Date              |
| ----------------- | ------------- | ------------------- | ----------------- |
| 100 m             | 11 s 04       | Götzis              | 31 mai 2014       |
| Saut en longueur  | 7,90 m        | Götzis              | 29 mai 2021       |
| Lancer du poids   | 14,72 m       | Desenzano del Garda | 29 avril 2023     |
| Saut en hauteur   | 2,17 m        | Daegu               | 27 août 2011      |
| 400 m             | 48 s 64       | Ostrava             | 14 juillet 2011   |
| 110 m haies       | 14 s 36       | Götzis              | 30 mai 2021       |
| Lancer du disque  | 47,66 m       | Deinze              | 27 septembre 2020 |
| Saut à la perche  | 5,45 m        | Talence             | 23 juin 2019      |
| Lancer du javelot | 68,94 m       | Ratingen            | 18 juin 2023      |
| 1 500 m           | 4 min 32 s 52 | Götzis              | 29 mai 2011       |
| Décathlon         | 8430 pts      | Götzis              | 29 et 30 mai 2021 |

| Épreuve    | Performance    | Lieu       | Date             |
| ---------- | -------------- | ---------- | ---------------- |
| 60 m       | 7 s 13         | Sopot      | 7 mars 2014      |
| Longueur   | 7,78 m         | Apeldoorn  | 15 février 2014  |
| Poids      | 14,32 m        | Sopot      | 7 mars 2014      |
| Hauteur    | 2,13 m         | Gand       | 7 janvier 2012   |
| 60 m haies | 8 s 06         | Mondeville | 1er février 2014 |
| Perche     | 5,50 m         | Gand       | 3 février 2019   |
| 1 000 m    | 2 min 40 s 50  | Sopot      | 8 mars 2014      |
| Heptathlon | 6 259 pts (NR) | Sopot      | 8 mars 2014      |

## Distinctions
- Espoir sportif belge de l'année en 2011.
- Spike d'Or 2014 et 2016[17].